# Mina (cântăreață japoneză)
Mina Myōi (名井 南 Myōi Mina?, n. 24 martie 1997), cunoscută sub numele de scenă Mina, este o cântăreață care activează în Coreea de Sud. Ea este o membră a grupului de fete Twice, format de JYP Entertainment. În Twice, este una din cele trei membre japoneze.

## Tinerețe
Mina s-a născut în San Antonio, Texas, pe 24 martie 1997 și a crescut în Kobe, Prefectura Hyōgo, Japonia. Mina a practicat baletul de la o vârstă fragedă, dansând mai mult de un deceniu înainte de a debuta cu Twice. A studiat la Școala Obayashi Heart Heart din Japonia. În 2017, ea deține o cetățenie japoneză și americană.